# Adrián Martín (piragüista)
Adrián Martín (5 de mayo de 1993) es un deportista español que compite en piragüismo en la modalidad de maratón. Ganó una medalla de bronce en el Campeonato Mundial de Piragüismo en Maratón de 2024, en la prueba de K1.

## Palmarés internacional
| \| Campeonato Mundial \| Campeonato Mundial \| Campeonato Mundial \| Campeonato Mundial \| \| Año \| Lugar \| Medalla \| Competición \| \| ------------------ \| ------------------ \| ------------------ \| ------------------ \| \| 2024 \| Metković (Croacia) \| Medalla de bronce \| K1 \| |                    |                   |             |
| Campeonato Mundial |                    |                   |             |
| Año | Lugar              | Medalla           | Competición |
| 2024 | Metković (Croacia) | Medalla de bronce | K1          |